# Morains
Pour les articles homonymes, voir Morains (homonymie).
Morains est une ancienne commune française du département de la Marne en région Grand Est. C'est une commune associée du Val-des-Marais depuis 1977.

## Toponymie
Morains est attesté sous les formes Moreins (1171) ; Morains (1172) ; Morain (vers 1220) ; Mourains (vers 1252) ; Maurains (vers 1700) ; Petit-Morains (XXVIIIe siècle) ; Morains-le-Petit (1834).

Morains en 1179, toponyme issu de du germanique moor « marais » et désinence du cas régime -ain.

## Politique et administration
| Période                                  | Période | Identité | Étiquette | Qualité |
| ---------------------------------------- | ------- | -------- | --------- | ------- |
|                                          |         |          |           |         |
| Les données manquantes sont à compléter. |         |          |           |         |

## Démographie
| 1911 | 1921 | 1931 | 1936 | 1946 | 1954 | 1962 | 1968 | 1975 |
| ---- | ---- | ---- | ---- | ---- | ---- | ---- | ---- | ---- |
| 118  | 118  | 117  | 130  | 124  | 148  | 140  | 118  | 113  |